# フィエールマン
フィエールマン（欧字名:Fierement、2015年1月20日 - ）は、日本の競走馬。主な勝ち鞍は2018年の菊花賞、2019年・2020年の天皇賞（春）。2020年のJRA賞最優秀4歳以上牡馬である。
馬名の意味は、音楽用語（気高く、勇ましく）より。

## 経歴

### 3歳 (2018年)
デビューからクリストフ・ルメールを主戦に据える予定であったが、除外目的での登録であった1月28日東京芝1800mの新馬戦に「5頭枠」ルールで登録されてしまい、急遽石橋脩が騎乗することになった。レースは断然の1番人気に推されて出走、後方からのスタートになるものの道中2番手までに押し上げると最後の直線で追い出しパストゥレイユ、サンライズシェルとの追い比べを制してデビュー戦を飾る。
4月14日中山の山藤賞ではスタートで後手を踏むも徐々にポジションを上げると直線で鮮やかに抜け出し最後はニシノベースマンに2馬身半差をつけて快勝、デビュー2連勝となる。
7月1日、福島競馬場において重賞初挑戦となるラジオNIKKEI賞に出走。レースでは1番人気に支持されるも最終第4コーナーでは13頭立ての13番手最後方から追い上げ、上がり3ハロン最速34秒4の末脚を見せつけるも福島競馬場芝コースの短い292メートルの直線の前に逃げ粘るメイショウテッコンを捉えきれず半馬身差の2着に敗れた。
そして、馬主であるサンデーレーシングや関連のクラブ馬主所属馬との出走調整の都合で3か月半の間隔を挟み、ぶっつけ本番で10月21日の菊花賞に出走した。石橋のお手馬であるダービー3着のコズミックフォースが出走することもあり、このレースで初めてルメールを鞍上に臨んだが、単勝7番人気・14.5倍の支持であった。レースでは好スタートを切って道中中団前めのポジショニングから追走スローペースで推移したこともあり、5頭が上がり3ハロン最速33秒9となる大混戦で直線勝負に入った。ここで馬群を割って抜け出すと、早めに先頭に立ったミルコ・デムーロ鞍上のエタリオウとの叩き合いをハナ差で制してGI初制覇を飾った。関東馬の菊花賞制覇は2001年のマンハッタンカフェ以来17年ぶりのことであった。またキャリア4戦での菊花賞制覇は史上最少となった。

### 4歳 (2019年)
アメリカジョッキークラブカップで始動。1番人気に推されたものの、およそ1年ぶりに出走したシャケトラ（戸崎圭太のインフルエンザ罹患で石橋に乗り替わっていた）に頭差及ばず2着に敗れた。
その後は天皇賞（春）（4月28日、京都芝外回り3,200m）に出走。本命視されていたシャケトラが調教中の事故で急逝した中1番人気に推されると、レースでは道中中団の好位を追走し、2週目3コーナー手前から進出を開始、直線では同時に抜け出して来たグローリーヴェイズとの追い比べをクビ差制してGI2勝目を飾った。キャリア6戦での春の天皇賞制覇は史上最短であった。
夏は凱旋門賞へ向けて札幌記念へ参戦。菊花賞以来の対戦で、同じく凱旋門賞を目指す同世代で前年の有馬記念勝ち馬ブラストワンピースを始め、同世代のダービー馬ワグネリアンなどの本馬含めたGI馬4頭が集まる好メンバーの中で、唯一GI2勝を挙げていたこともあり1番人気に推される。レースでは後方に位置取り、直線ではメンバー最速タイの上がりを見せるも進出に遅れ、先に抜け出したブラストワンピースや前年の覇者サングレーザーに及ばず3着に終わったが、手塚貴久調教師は「全然悪い内容じゃない」と凱旋門賞に向けて収穫があったことを強調した。
札幌記念の後はノーザンファーム空港を経由してノーザンファーム天栄に移動。検疫を含めた遠征準備に入り、9月中旬に英国・ニューマーケット競馬場に渡り、仏・パリロンシャン競馬場の2,400mで10月に行われる凱旋門賞への調整を進めた。
そして迎えた凱旋門賞には先述のブラストワンピース、フォワ賞を経由して来た、菊花賞馬として先輩にあたるキセキと共に参戦。JRAで発売された馬券のオッズも日本馬最高の4番人気に推された。レースでは先団につけて好位を追走するもフォルスストレートで早々と手応えが無くなり、直線で完全に失速して12頭立ての最下位に大敗した。鞍上のルメール騎手は「残念です。もっと良い結果を求めましたが、早目にバテてしまいました。馬場が重すぎて走りにくかったので、加速できませんでした」と敗因を述べ、管理する手塚調教師は「正攻法の競馬で打ちのめされました。馬場を歩いて、後ろ目での作戦を立てていましたが、思った以上に良いスタートが切れて面食らいました。レース中はそれでも粘ってくれるかと期待しましたが、やはり難しかったです。ニューマーケットからの輸送でしたが、状態は良く落ち着いていたし、レースまでの流れは良かったと思います。馬場の悪さは分かっていたことなので敗因にはできません」と語った。（詳細は第98回凱旋門賞を参照）
帰国後は第64回有馬記念（12月22日、中山芝2,500m）に出走。当初は引き続きルメール鞍上での出走が予定されていたが、同騎手が同じく主戦を務めるアーモンドアイが香港カップ回避の後に有馬記念への出走を決定し、ルメールがアーモンドアイを選択した ため、池添謙一に乗り替わっての出走となった。本馬含めてGI馬11頭が揃う中で6番人気に推されると、道中ではアーモンドアイの後ろに位置を取って中団から前を追走し、最終コーナーでは鞍上が「自分から勝ちに行く競馬」 と称したように位置を押し上げ、内のアーモンドアイとの叩き合いに持ち込んだ。結果的にアーモンドアイは失速し9着に敗れ、本馬は外から伸びたリスグラシューとサートゥルナーリア、ハイペースの中最後方に位置を取っていたワールドプレミアに差し切られて4着に敗れたが、池添は「勝ちに行っての4着ですから、フランス帰りでもよく頑張っています」とコメントした。

### 5歳 (2020年)
5歳初戦は前哨戦を挟まず、連覇を狙う天皇賞（春）（5月3日、京都芝外回り3,200m）に出走。新型コロナウィルス感染症の影響で無観客競馬となり、またフルゲートには満たなかったものの、本年の阪神大賞典を快勝したユーキャンスマイルや、武豊との新コンビで参戦するキセキなどの名だたるステイヤーが集まった。その中で単勝2.0倍の1番人気に支持されると、レースは途中からキセキが先頭に立ち引っ張る展開。最後の直線では先に抜け出した11番人気の伏兵スティッフェリオを外から並んで入線。写真判定の結果、ハナ差で差し切り優勝。2016年・2017年のキタサンブラック以来となる史上5頭目の天皇賞（春）連覇を達成した。前走から中132日での天皇賞（春）優勝は史上2番目の間隔、また鞍上ルメールは2018年の天皇賞（秋）から史上初の天皇賞4連覇となり、平成最後(2019年 (平成31年)4月28日)と令和最初(2020年 (令和2年)5月3日)の天皇賞（春）を制した騎手となった。
その後放牧に出され、宝塚記念 （6月28日、阪神芝内回り2,200m）への調整を行っていたが、5月28日、全体的な疲れが抜けないことから同レースの回避を発表した。
復帰戦にはオールカマーが予定されていたが、直前に熱発を発症し回避、その後は約半年ぶりの実戦となる天皇賞（秋）に福永祐一との初コンビで参戦。5番人気で迎えたレースでは道中10番手を追走。直線ではメンバー中最速の上がり3F32秒7の末脚で迫ったが、史上初の芝GI8勝目を挙げたアーモンドアイを捉えきれず2着に敗れた。続く有馬記念では直線で早々と先頭に立つも、クロノジェネシスとのたたき合いに敗れ、最後はサラキアにも交わされ3着。
レース後、右前脚の筋に熱感と腫れが見られたため、精密検査を行ったところ繋靭帯炎であることが判明したため、2021年1月6日に現役引退が発表され、1月8日付で競走馬登録を抹消された。引退後は北海道沙流郡日高町のブリーダーズ・スタリオン・ステーションで種牡馬入りする。
2020年度のJRA賞最優秀4歳以上牡馬に選出された（241票/283票）。

## 競走成績
以下の内容は、netkeiba.comの情報 に基づく。第98回凱旋門賞のタイムはフランスギャロの情報に基づく。
| 競走日     | 競馬場         | 競走名         | 格      | 距離（馬場）  | 頭 数 | 枠 番 | 馬 番 | オッズ （人気） | 着順 | タイム （上がり3F） | 着差  | 騎手        | 斤量 [kg] | 1着馬（2着馬）         | 馬体重 [kg] |
| ---------- | -------------- | -------------- | ------- | ------------- | ----- | ----- | ----- | --------------- | ---- | ------------------- | ----- | ----------- | --------- | ---------------------- | ----------- |
| 2018.01.28 | 東京           | 3歳新馬        |         | 芝1800m（良） | 16    | 8     | 16    | 001.70（1人）   | 01着 | R1:51.3 (34.2)      | -0.0  | 0石橋脩     | 56        | （サンライズシェル）   | 488         |
| 0000.04.14 | 中山           | 山藤賞         | 500万下 | 芝1800m（良） | 11    | 7     | 9     | 002.00（1人）   | 01着 | R1:48.1 (34.3)      | -0.4  | 0石橋脩     | 56        | （ニシノベースマン）   | 486         |
| 0000.07.01 | 福島           | ラジオNIKKEI賞 | GIII    | 芝1800m（良） | 13    | 5     | 6     | 002.50（1人）   | 02着 | R1:46.2 (34.4)      | -0.1  | 0石橋脩     | 54        | メイショウテッコン     | 476         |
| 0000.10.21 | 京都           | 菊花賞         | GI      | 芝3000m（良） | 18    | 6     | 12    | 014.50（7人）   | 01着 | R3:06.1 (33.9)      | -0.0  | 0C.ルメール | 57        | （エタリオウ）         | 480         |
| 2019.01.20 | 中山           | AJCC           | GII     | 芝2200m（良） | 11    | 4     | 4     | 001.70（1人）   | 02着 | R2:13.7 (34.0)      | -0.0  | 0C.ルメール | 57        | シャケトラ             | 480         |
| 0000.04.28 | 京都           | 天皇賞（春）   | GI      | 芝3200m（良） | 13    | 7     | 10    | 002.80（1人）   | 01着 | R3:15.0 (34.5)      | -0.0  | 0C.ルメール | 58        | （グローリーヴェイズ） | 480         |
| 0000.08.18 | 札幌           | 札幌記念       | GII     | 芝2000m（良） | 14    | 6     | 9     | 002.30（1人）   | 03着 | R2:00.3（34.9）     | -0.2  | 0C.ルメール | 57        | ブラストワンピース     | 480         |
| 0000.10.06 | パリロンシャン | 凱旋門賞       | G1      | 芝2400m（重） | 12    | 2     | 6     |                 | 12着 | R2:41.70 (47.93)    | -9.73 | 0C.ルメール | 59.5      | Waldgeist              | 計不        |
| 0000.12.22 | 中山           | 有馬記念       | GI      | 芝2500m（良） | 16    | 3     | 5     | 018.40（6人）   | 04着 | R2:31.6 (36.0)      | -1.1  | 0池添謙一   | 57        | リスグラシュー         | 482         |
| 2020.05.03 | 京都           | 天皇賞（春）   | GI      | 芝3200m（良） | 14    | 8     | 14    | 002.00（1人）   | 01着 | R3:16.5 (34.6)      | -0.0  | 0C.ルメール | 58        | （スティッフェリオ）   | 490         |
| 0000.11.01 | 東京           | 天皇賞（秋）   | GI      | 芝2000m（良） | 12    | 5     | 6     | 017.40（5人）   | 02着 | R1:57.9 (32.7)      | -0.1  | 0福永祐一   | 58        | アーモンドアイ         | 478         |
| 0000.12.27 | 中山           | 有馬記念       | GI      | 芝2500m（良） | 16    | 7     | 13    | 003.50（2人）   | 03着 | R2:35.1 (36.5)      | -0.1  | 0C.ルメール | 57        | クロノジェネシス       | 478         |

## 種牡馬成績
2021年1月14日にブリーダーズ・スタリオン・ステーションに入厩。初年度種付料は受胎条件200万円、出生条件300万円となった。

## 血統表
| フィエールマンの血統                   | フィエールマンの血統                                 | フィエールマンの血統 | （血統表の出典）     | （血統表の出典） |
| 父系                                   | サンデーサイレンス系                                 | サンデーサイレンス系 | サンデーサイレンス系 | [ § 2 ]          |
| 父 ディープインパクト 2002 鹿毛        | 父の父*サンデーサイレンス Sunday Silence 1986 青鹿毛 | Halo                 | Hail to Reason       | Hail to Reason   |
| 父 ディープインパクト 2002 鹿毛        | 父の父*サンデーサイレンス Sunday Silence 1986 青鹿毛 | Halo                 | Cosmah               |                  |
| 父 ディープインパクト 2002 鹿毛        | 父の父*サンデーサイレンス Sunday Silence 1986 青鹿毛 | Wishing Well         | Understanding        | Understanding    |
| 父 ディープインパクト 2002 鹿毛        | 父の父*サンデーサイレンス Sunday Silence 1986 青鹿毛 | Wishing Well         | Mountain Flower      |                  |
| 父 ディープインパクト 2002 鹿毛        | 父の母*ウインドインハーヘア 1991 鹿毛                | Alzao                | Lyphard              | Lyphard          |
| 父 ディープインパクト 2002 鹿毛        | 父の母*ウインドインハーヘア 1991 鹿毛                | Alzao                | Lady Rebecca         |                  |
| 父 ディープインパクト 2002 鹿毛        | 父の母*ウインドインハーヘア 1991 鹿毛                | Burghclere           | Busted               | Busted           |
| 父 ディープインパクト 2002 鹿毛        | 父の母*ウインドインハーヘア 1991 鹿毛                | Burghclere           | Highclere            |                  |
| 母 *リュヌドール Lune d'Or 2001 黒鹿毛 | 母の父Green Tune 1991 栗毛                           | Green Dancer         | Nijinsky             | Nijinsky         |
| 母 *リュヌドール Lune d'Or 2001 黒鹿毛 | 母の父Green Tune 1991 栗毛                           | Green Dancer         | Green Valley         |                  |
| 母 *リュヌドール Lune d'Or 2001 黒鹿毛 | 母の父Green Tune 1991 栗毛                           | Soundings            | Mr. Prospector       | Mr. Prospector   |
| 母 *リュヌドール Lune d'Or 2001 黒鹿毛 | 母の父Green Tune 1991 栗毛                           | Soundings            | Ocean's Answer       |                  |
| 母 *リュヌドール Lune d'Or 2001 黒鹿毛 | 母の母Luth d'Or 1983 黒鹿毛                          | Noir et Or           | *ラインゴールド      | *ラインゴールド  |
| 母 *リュヌドール Lune d'Or 2001 黒鹿毛 | 母の母Luth d'Or 1983 黒鹿毛                          | Noir et Or           | Pomme Rose           |                  |
| 母 *リュヌドール Lune d'Or 2001 黒鹿毛 | 母の母Luth d'Or 1983 黒鹿毛                          | Viole d'Amour        | Luthier              | Luthier          |
| 母 *リュヌドール Lune d'Or 2001 黒鹿毛 | 母の母Luth d'Or 1983 黒鹿毛                          | Viole d'Amour        | Mandolinette         |                  |
| 母系(F-No.)                            | (FN:20-d)                                            | (FN:20-d)            | (FN:20-d)            | [ § 3 ]          |
| 5代内の近親交配                        | Northern Dancer 5×5                                  | Northern Dancer 5×5  | Northern Dancer 5×5  | [ § 4 ]          |
| 出典                                   | 1. 2. 3. 4.                                          | 1. 2. 3. 4.          | 1. 2. 3. 4.          | 1. 2. 3. 4.      |

- 母のリュヌドールはフランス産馬。リュヌドールの父・Green TuneはフランスGI・フランス2000ギニーとイスパーン賞を勝利したマイラーだったが、リュヌドール自身はイタリアGIのリディアテシオ賞・フランスGIIのポモーヌ賞・マルレ賞勝ち馬で、2004年にはジャパンカップにも出走し、結果は勝ち馬・ゼンノロブロイから1秒差の7着。競走生活最終盤はアメリカへ移籍してレースを走った。
繁殖入り後は初年度にSeeking the Gold産駒の牝馬をドイツで出産し、以降は欧州で4頭を出産[43]。2010年12月4日にフランス・ドーヴィルで開催されたアルカナ・ディセンバーセール初日にGalileoを受胎した状態で登場し、同日2番目の落札額となる75万ユーロで吉田勝己が購買して再来日を果たす。
- 他の産駒にはルヴォワール（父・ハーツクライ）、ラストヌードル（父・オルフェーヴル）がいる。2017年産は父・ジャスタウェイの牝馬、2018年はフィエールマンの全妹となる父・ディープインパクトの牝馬。